# Bremer Dom
Bremer Dom (Bremen Domkirke, også kendt som Sankt Petri Dom – på tysk: St. Petri Dom zu Bremen), er en middelalderlig katedral beliggende i hjertet af Bremen i Tyskland.

## Historisk overblik
- Grundlagt: Oprindeligt bygget i det 11. århundrede, men der har været kirkelige bygninger på stedet siden omkring år 789.
- Stilart: Kirken er primært bygget i romansk og gotisk stil, med senere tilføjelser i nygotisk stil.
- Reformationen: Bremen Dom blev luthersk i 1532 under Reformationen.

## Arkitektur og kendetegn
- Tårne: Katedralen har to høje tårne, som dominerer Bremens skyline. De er omkring 98 meter høje.
- Indre: Domkirken har smukke glasmosaikker, et udsmykket alter og en stor krypt – en af de ældste dele af bygningen.
- Domkrypten: Her ligger nogle af Bremens tidligere biskopper begravet. Krypten er åben for besøgende.

## Særlige træk
- Orgel: Domkirken har et berømt orgel, der ofte bruges til koncerter.
- Dom-museet: Inde i kirken findes også et lille museum med religiøse genstande og udstillinger om kirkens historie.
- Mumierne: I et lille rum kaldet Bleikeller ("blykælderen") kan man se naturligt konserverede lig, som blev opdaget i 1600-tallet.

## Beliggenhed
- Kirken ligger på Domshof, en central plads i den gamle bydel i Bremen, tæt på det berømte rådhus og Bremen Roland-statuen, som begge er UNESCO-verdensarv.